# Europeiska kommissionens representationer
Europeiska kommissionens representationer är Europeiska kommissionens representationskontor i Europeiska unionens medlemsstater. Förutom representationskontoren i medlemsstaternas huvudstäder har kommissionen även regionala kontor i Barcelona, Bonn, Marseille, Milano, München och Wrocław.
Representationernas huvuduppgift är att underlätta kommissionens utbyte av information med myndigheter, organisationer, media och allmänheten i medlemsstaterna. Det ingår bland annat i representationernas uppgifter att förklara kommissionens politik för medborgarna, att förmedla information till de nationella regeringarna och myndigheterna och att informera nationell press och media om arbetet inom kommissionen. Varje år anordnar representationerna seminarier och debatter om unionen och kommissionen för att stimulera diskussionen kring europeisk politik. Samtidigt håller representationerna kommissionen underrättad om den politiska utvecklingen i medlemsstaterna.